# بخش بیورهولم
بخش بیورهولم (به سوئدی: Bjurholms kommun) یک ناحیه شهری در سوئد است که در شهرستان وستربوتن واقع شده‌است.

## خواهرخوانده
شهر Bardu خواهرخواندهٔ بخش بیورهولم هست.